# Oeiras Challenger II 2025
L'Oeiras Challenger II 2025 è stato un torneo maschile di tennis professionistico. È la 13ª edizione del torneo, facente parte della categoria Challenger 100 nell'ambito dell'ATP Challenger Tour 2025, con un montepremi di 145 000 €. Si gioca dal 12 al 17 maggio 2025 sui campi in terra rossa del Complexo Desportivo do Jamor" di Oeiras, in Portogallo.

## Partecipanti

### Teste di serie
| Nazionalità | Giocatore               | Ranking* | Testa di serie |
| ----------- | ----------------------- | -------- | -------------- |
| Brasile     | Thiago Monteiro         | 106      | 1              |
| Portogallo  | Jaime Faria             | 108      | 2              |
| Stati Uniti | Christopher Eubanks     | 110      | 3              |
| Danimarca   | Elmer Møller            | 111      | 4              |
| Stati Uniti | Tristan Boyer           | 122      | 5              |
| Brasile     | Felipe Meligeni Alves   | 123      | 6              |
| Argentina   | Thiago Agustín Tirante  | 133      | 7              |
| Argentina   | Román Andrés Burruchaga | 135      | 8              |

* Ranking al 5 maggio 2025.

### Altri partecipanti
I seguenti giocatori hanno ricevuto una wild card per il tabellone principale:
- Pedro Araújo
- Gastão Elias
- Tiago Pereira

Il seguente giocatore è entrato in tabellone con il ranking protetto:
- Wu Yibing

I seguenti giocatori sono entrati in tabellone come alternate:
- Pedro Cachin
- Genaro Alberto Olivieri
- Elias Ymer

I seguenti giocatori sono passati dalle qualificazioni:
- Aleksej Vatutin
- Daniel Mérida
- Giulio Zeppieri
- Kenny de Schepper
- Leandro Riedi
- Ryan Nijboer

I seguenti giocatori sono entrati in tabellone come lucky loser:
- João Domingues
- Eero Vasa

## Punti e montepremi
| Torneo    | Torneo              | V      | F     | SF    | QF    | 2T    | 1T    | Q | Q2  | Q1  |
| Singolare | Punti               | 100    | 50    | 25    | 14    | 7     | 0     | 4 | 2   | 0   |
| Singolare | Premi in denaro (€) | 16 020 | 9 415 | 5 555 | 3 240 | 1 900 | 1 160 | – | 580 | 290 |
| Doppio    | Punti               | 100    | 50    | 25    | 14    | –     | 0     | – | –   | –   |
| Doppio    | Premi in denaro (€) | 6 845  | 4 050 | 2 400 | 1 420 | –     | 800   | – | –   | –   |

## Campioni

### Singolare
Cristian Garín ha sconfitto in finale  Mitchell Krueger con il punteggio di 7–6(3), 4–6, 6–2.

### Doppio
Andreas Mies /  David Vega Hernández hanno sconfitto in finale  Marcelo Demoliner /  David Pichler con il punteggio di 6–4, 6–4.